# Barra de São Miguel (Paraíba)
Barra de São Miguel é um município brasileiro do estado da Paraíba. Está localizado no Sertão do Cariri (Oriental) Paraibano e na Região Geográfica Imediata de Campina Grande. De acordo com o IBGE (Instituto Brasileiro de Geografia e Estatística), no ano de 2009 sua população era estimada em 5 624 habitantes. Área territorial de 595 km².

## História
Segundo o IBGE, os primeiros habitantes da região foram os índios cariris. Em 1776, chegaram os primeiros bandeirantes à região, quando começou a ocupação. Inácio Tavares foi um dos bandeirantes que fixou residência no local, e seu nome deu origem ao primeiro topônimo: Barra de Inácio Tavares.  Posteriormente, o nome foi mudado para Barra de São Miguel, em homenagem ao padroeiro.
O distrito foi criado com a denominação de Barra de São Miguel, pela lei municipal nº 2, de 6 de maio de 1866, subordinado ao município de Cabaceiras. Pela lei estadual nº 166, de 10 de julho de 1900, Barra de São Miguel passou a ser sede do município de Cabaceiras. Tal condição foi alterada em 1907, retornando a sede do município para Cabaceiras. Em 1938, o distrito passou a denominar-se São Miguel. Em 1943, nova denominação é adotada: Potira. O distrito foi elevado à categoria de município com a denominação de Barra de São Miguel, pela lei estadual nº 2623, de 14 de dezembro de 1961, desmembrado de Cabaceiras. A instalação do município deu-se em 8 de abril de 1962.

## Geografia
O município está incluído na área geográfica de abrangência do semiárido brasileiro, definida pelo Ministério da Integração Nacional em 2005. Esta delimitação tem como critérios o índice pluviométrico, o índice de aridez e o risco de seca.
A maior parte do território está inserida na unidade geoambiental da Depressão Sertaneja. A vegetação é composta por Caatinga Hiperxerófila com trechos de Floresta Caducifólia. Ao norte, o município insere-se no Planalto da Borborema.
O município encontra-se inserido nos domínios da bacia hidrográfica do Rio Paraíba, na região do Alto Paraíba e tem como principais tributários são o Rio Paraíba e os riachos da Mata, Arapuá, Caraibeiras, Quixaba, da Cachoeira, Canudos, Chocalho, Bolão, das Varas, Doce, do Mulungu, da Barra, São Francisco, do Boi, do Meio, de Santo Antonio, das Almas, Santana, do Brejinho, do Jaques, do Mel, do Bichinho, das Almas e do Poço, todos de regime intermitente. Conta ainda com os açudes Riacho do Bixinho, Riacho de Santo Antônio e o Açude Público Epitácio Pessoa ou Açude do Boqueirão.

### Clima
Dados do Departamento de Ciências Atmosféricas, da Universidade Federal de Campina Grande, mostram que Barra de São Miguel apresenta um clima com média pluviométrica anual de 461,3 mm e temperatura média anual de 23,2 °C.
| Dados climatológicos para Barra de São Miguel | Dados climatológicos para Barra de São Miguel | Dados climatológicos para Barra de São Miguel | Dados climatológicos para Barra de São Miguel | Dados climatológicos para Barra de São Miguel | Dados climatológicos para Barra de São Miguel | Dados climatológicos para Barra de São Miguel | Dados climatológicos para Barra de São Miguel | Dados climatológicos para Barra de São Miguel | Dados climatológicos para Barra de São Miguel | Dados climatológicos para Barra de São Miguel | Dados climatológicos para Barra de São Miguel | Dados climatológicos para Barra de São Miguel | Dados climatológicos para Barra de São Miguel |
| Mês                                           | Jan                                           | Fev                                           | Mar                                           | Abr                                           | Mai                                           | Jun                                           | Jul                                           | Ago                                           | Set                                           | Out                                           | Nov                                           | Dez                                           | Ano                                           |
| --------------------------------------------- | --------------------------------------------- | --------------------------------------------- | --------------------------------------------- | --------------------------------------------- | --------------------------------------------- | --------------------------------------------- | --------------------------------------------- | --------------------------------------------- | --------------------------------------------- | --------------------------------------------- | --------------------------------------------- | --------------------------------------------- | --------------------------------------------- |
| Temperatura máxima média (°C)                 | 31,7                                          | 31,3                                          | 30,7                                          | 29,9                                          | 28,4                                          | 27,2                                          | 26,8                                          | 27,9                                          | 29,5                                          | 31,3                                          | 32,2                                          | 32,3                                          | 29,9                                          |
| Temperatura média (°C)                        | 24,6                                          | 24,4                                          | 24,1                                          | 23,7                                          | 22,8                                          | 21,7                                          | 21,1                                          | 21,4                                          | 22,4                                          | 23,6                                          | 24,3                                          | 24,6                                          | 23,2                                          |
| Temperatura mínima média (°C)                 | 20,1                                          | 20,2                                          | 20,2                                          | 19,9                                          | 19,3                                          | 18,2                                          | 17,2                                          | 17,2                                          | 18,2                                          | 19,0                                          | 19,6                                          | 20,0                                          | 19,1                                          |
| Precipitação (mm)                             | 27,9                                          | 66,0                                          | 93,4                                          | 95,8                                          | 41,6                                          | 44,0                                          | 32,8                                          | 14,8                                          | 9,7                                           | 7,3                                           | 2,4                                           | 14,5                                          | 461,3                                         |
| Fonte: Departamento de Ciências Atmosféricas. |                                               |                                               |                                               |                                               |                                               |                                               |                                               |                                               |                                               |                                               |                                               |                                               |                                               |